# Họ Ngựa
Họ Ngựa (Equidae) là một họ động vật có vú bao gồm ngựa, lừa, ngựa vằn, và nhiều loài khác chỉ được biết đến từ hóa thạch. Tất cả các loài còn sinh tồn nằm trong chi Equus. Họ  này thuộc Bộ Guốc lẻ (Perissodactyla), gồm lợn vòi, tê giác, và một vài họ khác đã bị tuyệt chủng.

## Đặc trưng
Động vật họ Ngựa là các loài thú kích thước từ trung bình tới lớn, với đầu dài và cổ có bờm. Các chân mảnh dẻ, chỉ có một móng guốc, được bảo vệ bởi một guốc bằng chất sừng. Chúng có đuôi dài và mảnh dẻ, hoặc là kết thúc bằng một chùm lông hoặc là hoàn toàn được che phủ trong chùm lông rủ xuống. Chúng nói chung đã thích nghi với địa hình thoáng đãng, từ các bình nguyên tới các xavan hay các sa mạc hoặc vùng núi.

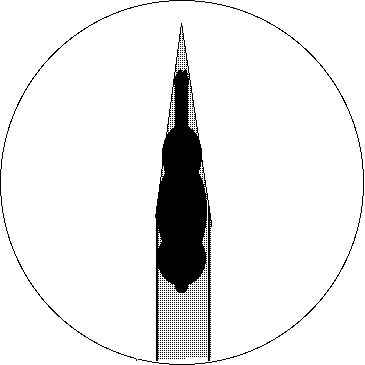
Khoảng tầm nhìn một mắt của động vật họ ngựa. Khu vực sẫm màu là các điểm mù.

Loa tai ("tai") của động vật họ Ngựa rất linh động, cho phép chúng dễ dàng định vị nguồn phát ra âm thanh. Chúng có thị giác hai màu. Các mắt của chúng nằm xa về phía sau của đầu, cho phép chúng có góc nhìn lớn, mà không đánh mất hoàn toàn tầm nhìn hai mắt. Động vật họ Ngựa cũng có cơ quan Jacobson, cho phép các con đực có thể sử dụng phản ứng 'uốn môi trên' để đánh giá tình trạng kích dục của các bạn tình tiềm năng.
Động vật họ Ngựa là động vật ăn cỏ, chủ yếu ăn các loại thức ăn thô dạng sợi như cỏ. Khi cần thiết chúng cũng ăn cả các loại thức ăn nguồn gốc thực vật khác, như lá, quả, vỏ cây, nhưng thông thường là động vật gặm cỏ chứ không phải là động vật bứt cành hay lá. Không giống như động vật nhai lại, với hệ thống các dạ dày phức tạp của chúng, động vật họ Ngựa phân rã xenluloza trong "ruột tịt" (cecum), một phần của ruột kết. Công thức bộ răng của chúng gần như hoàn hảo, với các răng cửa có tính năng cắt để gặm thức ăn, và các răng hàm để nghiền thức ăn mọc ở phía sau các khe răng.
Động vật họ Ngựa là các động vật sống thành bầy. Ngựa cùng với ngựa vằn đồng bằng và ngựa vằn núi nói chung có bầy mang tính chất lâu bền gồm một con đực và một đàn cái, với các con đực còn lại tạo thành các bầy "độc thân" nhỏ. Các loài khác tạo thành bầy có tính chất tạm bợ, kéo dài chỉ vài tháng, trong đó hoặc là hỗn tạp hoặc là một giới. Trong cả hai trường hợp, tôn ti trật tự rõ ràng được thiết lập giữa các cá thể, thường là con cái thống lĩnh sẽ kiểm soát sự tiếp cận các nguồn thức ăn và nước uống còn con đực đầu đàn sẽ kiểm soát các cơ hội giao phối.
Sự rụng trứng ở các con cái nói chung là một trứng, tuy rằng khoảng 24-26% là nhiều trứng (trong đó 99% là hai trứng). Nói chung, khoảng thời gian giữa các lần rụng trứng là 1 ngày. Nồng độ của progesteron (hoóc môn giới tính duy trì thai) sẽ tăng lên sau lần rụng trứng thứ hai. Sau khi giao phối và mang thai trong khoảng 11 tháng thì các con cái sẽ đẻ, thường là chỉ một con non. Các con non có khả năng đi lại chỉ khoảng 1 giờ sau khi sinh ra và chúng được mẹ cho bú trong khoảng 4 tới 13 tháng (động vật họ Ngựa được thuần hóa nói chung cho con bú ít hơn về mặt thời gian). Phụ thuộc vào loài, điều kiện sống và các yếu tố khác, con cái trong hoang dã sẽ sinh đẻ sau mỗi 1 hay 2 năm.
Tại vùng ôn đới, các con cái của động vật họ Ngựa khi không mang thai nói chung có chu kỳ động dục theo mùa, từ đầu mùa xuân tới mùa thu. Phần lớn các con cái sẽ tiến tới trạng thái ngừng động dục trong mùa đông và vì thế không có khả năng thụ thai/đẻ trong thời kỳ này. Chu kỳ sinh sản được kiểm soát bằng chu kỳ chiếu sáng (độ dài thời gian ban ngày), với sự động dục được kích thích khi độ dài thời gian ban ngày dài ra. Ngừng động dục ngăn cản con cái thụ thai trong các tháng mùa đông, do điều đó làm cho khả năng sống sót của con non là rất thấp trong thời gian khắc nghiệt nhất của năm. Tuy nhiên, khi chúng sống gần xích đạo, sự thay đổi về độ dài thời gian ban ngày là không đáng kể thì các con cái không có khoảng thời gian ngừng động dục, ít nhất là về mặt lý thuyết. Ngoài ra, vì các lý do chưa rõ, khoảng 20% ngựa cái đã thuần hóa tại Bắc bán cầu cũng động dục quanh năm, có lẽ là do mất cảm giác đối với melatonin.

## Phân loại
Bộ Guốc lẻ Perissodactyla

Phân bộ Hippomorpha
Liên họ Equoidea
Họ Ngựa Equidae
- - Chi †Haringtonhippus[4]
  - Chi †Epihippus
  - Chi †Haplohippus
  - Chi †Heptaconodon
  - Chi †Eohippus
  - Chi †Minippus
  - Chi †Orohippus
  - Chi †Pliolophus
  - Chi †Protorohippus
  - Chi †Sifrhippus
  - Chi †Xenicohippus
  - Chi †Eurohippus
  - Chi †Propalaeotherium
- Phân họ †Anchitheriinae
  -     - Chi †Anchitherium
    - Chi †Archaeohippus
    - Chi †Desmatippus
    - Chi †Hypohippus
    - Chi †Kalobatippus
    - Chi †Megahippus
    - Chi †Mesohippus
    - Chi †Miohippus
    - Chi †Parahippus
    - Chi †Sinohippus
- Phân họ Equinae
  - Tông Equini
    - Chi †Astrohippus
    - Chi †Calippus
    - Chi †Dinohippus
    - Chi Equus: Chi Ngựa
      - Phân chi Equus
        - Ngựa nhà, Equus caballus
        - Ngựa hoang, Equus ferus

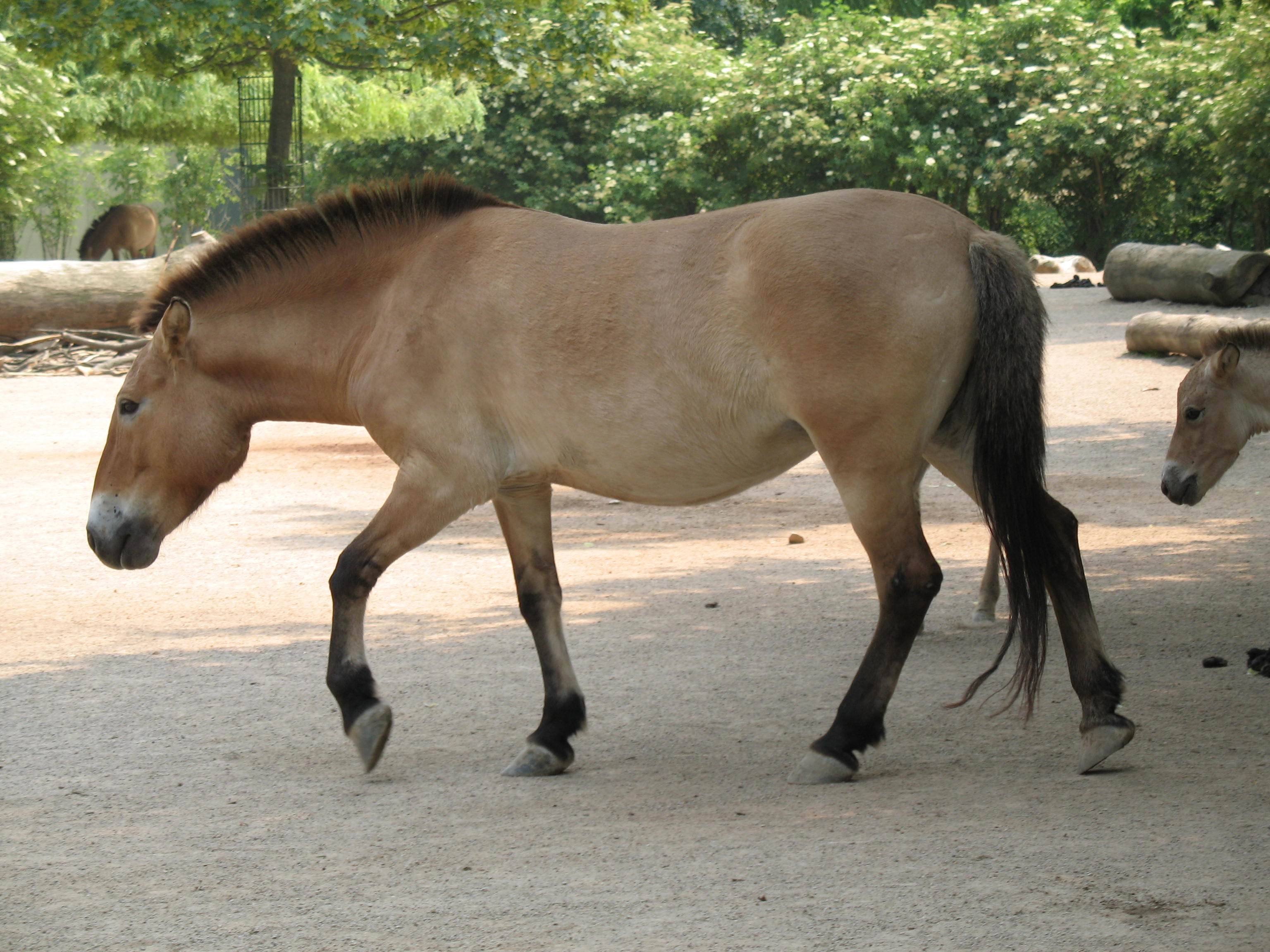
Ngựa hoang Mông Cổ, một kiểu ngựa "hoang" còn sót lại duy nhất chưa bao giờ được thuần hóa

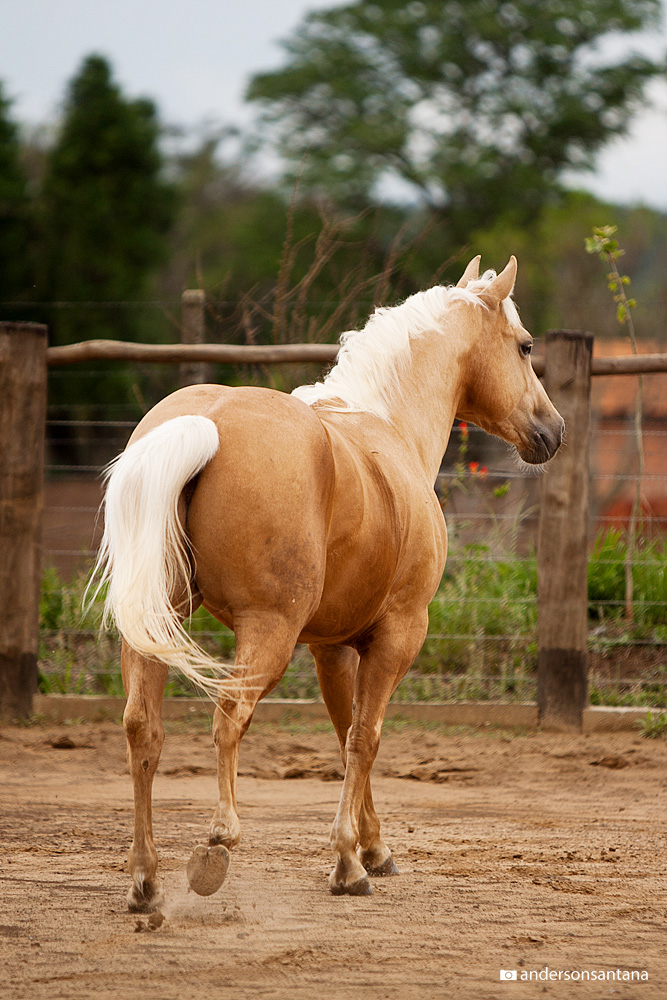
Ngựa nhà

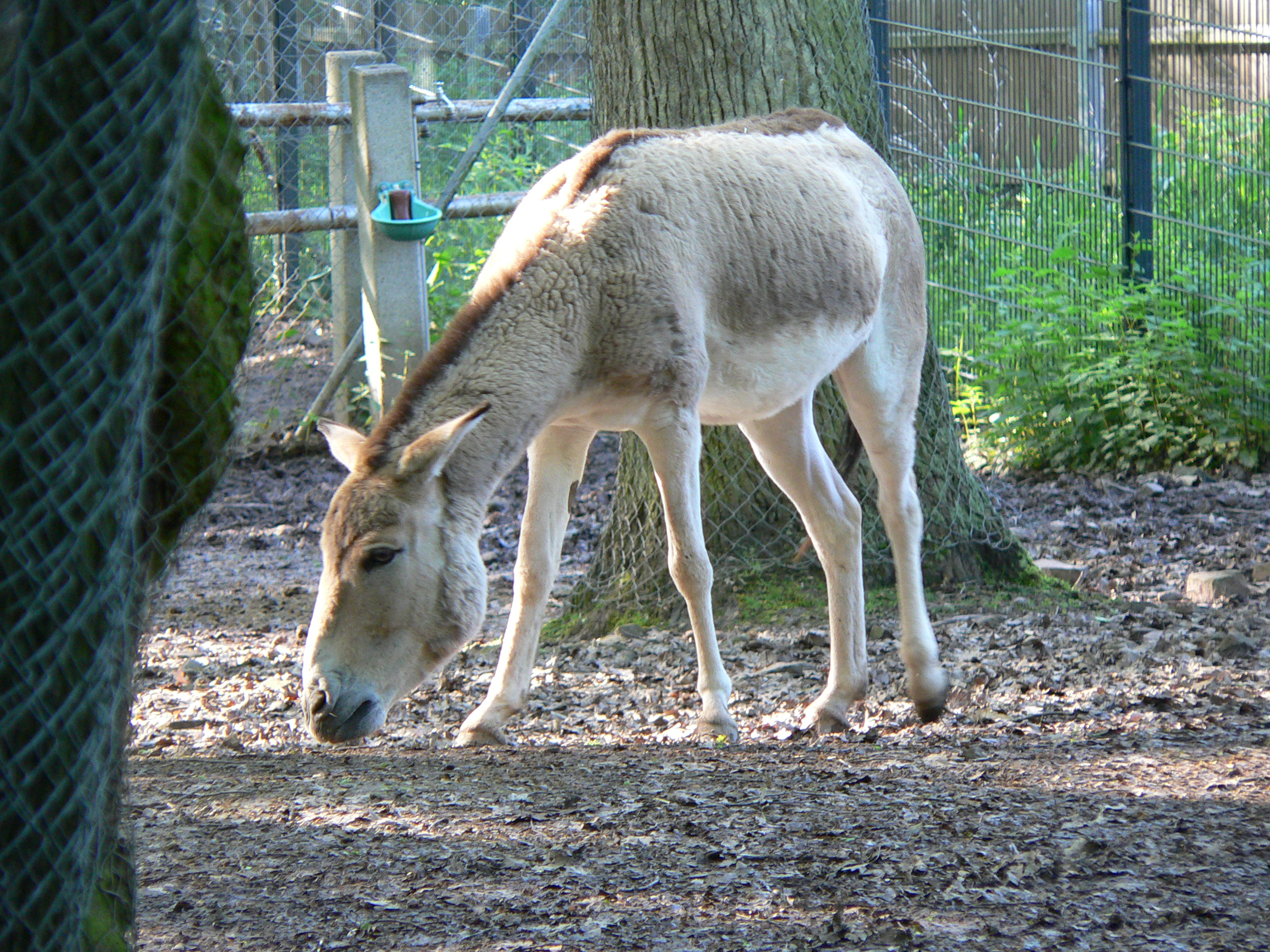
Một con lừa hoang

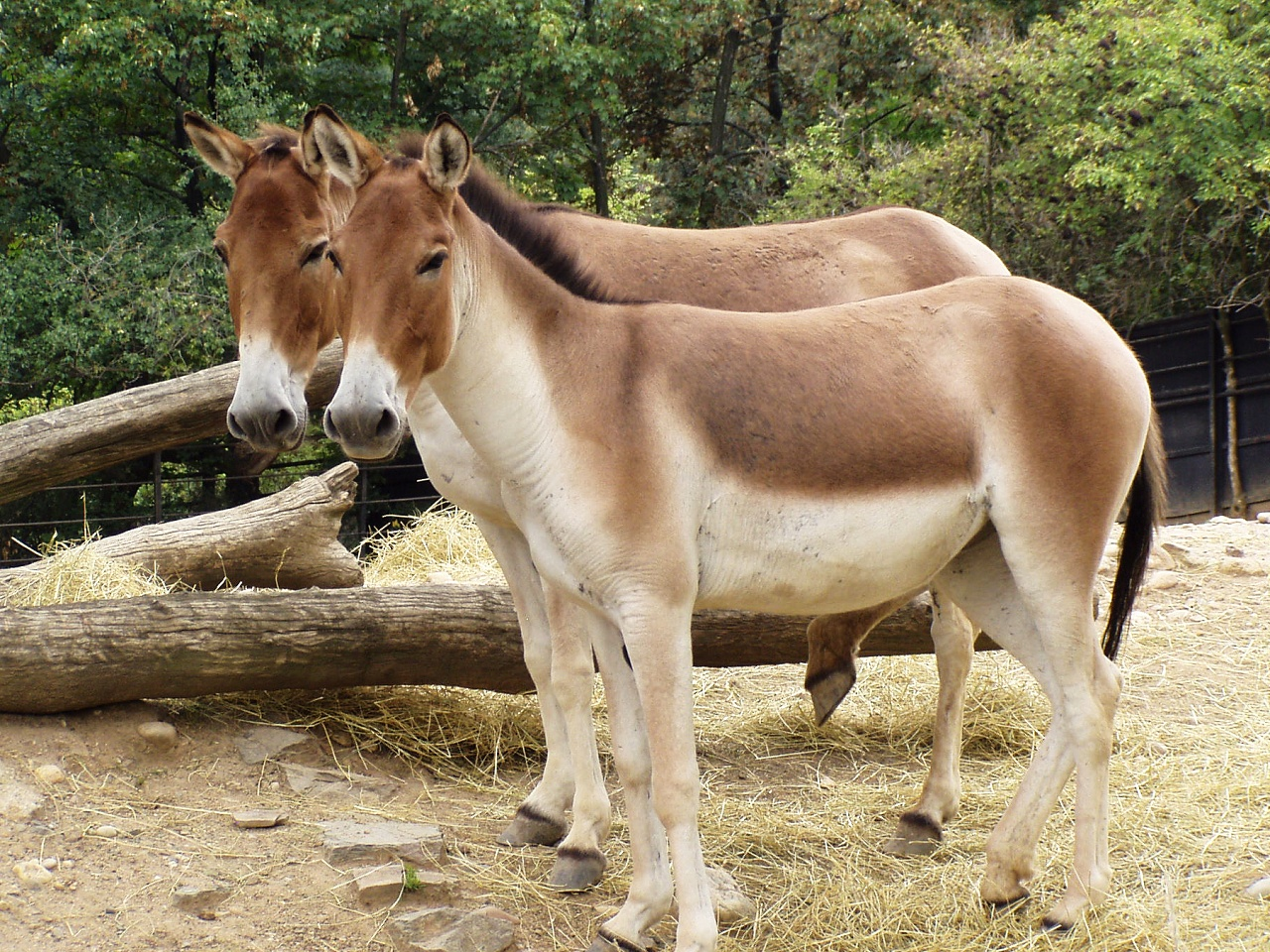
Một cặp lừa hoang Tây Tạng

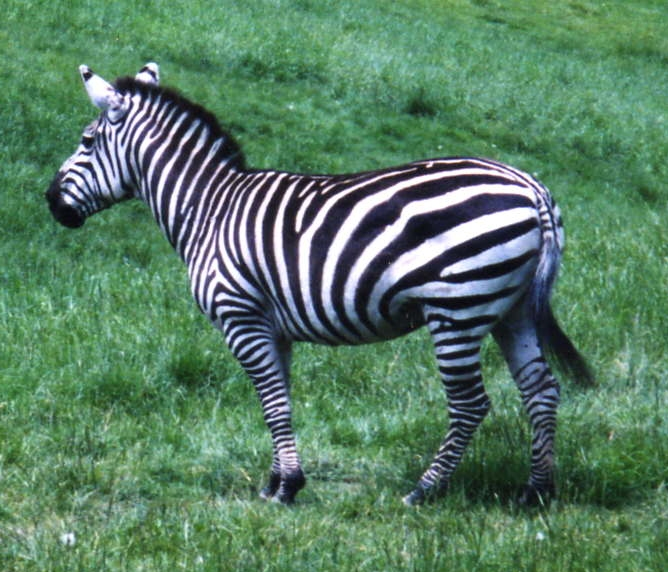
Ngựa vằn đồng bằng

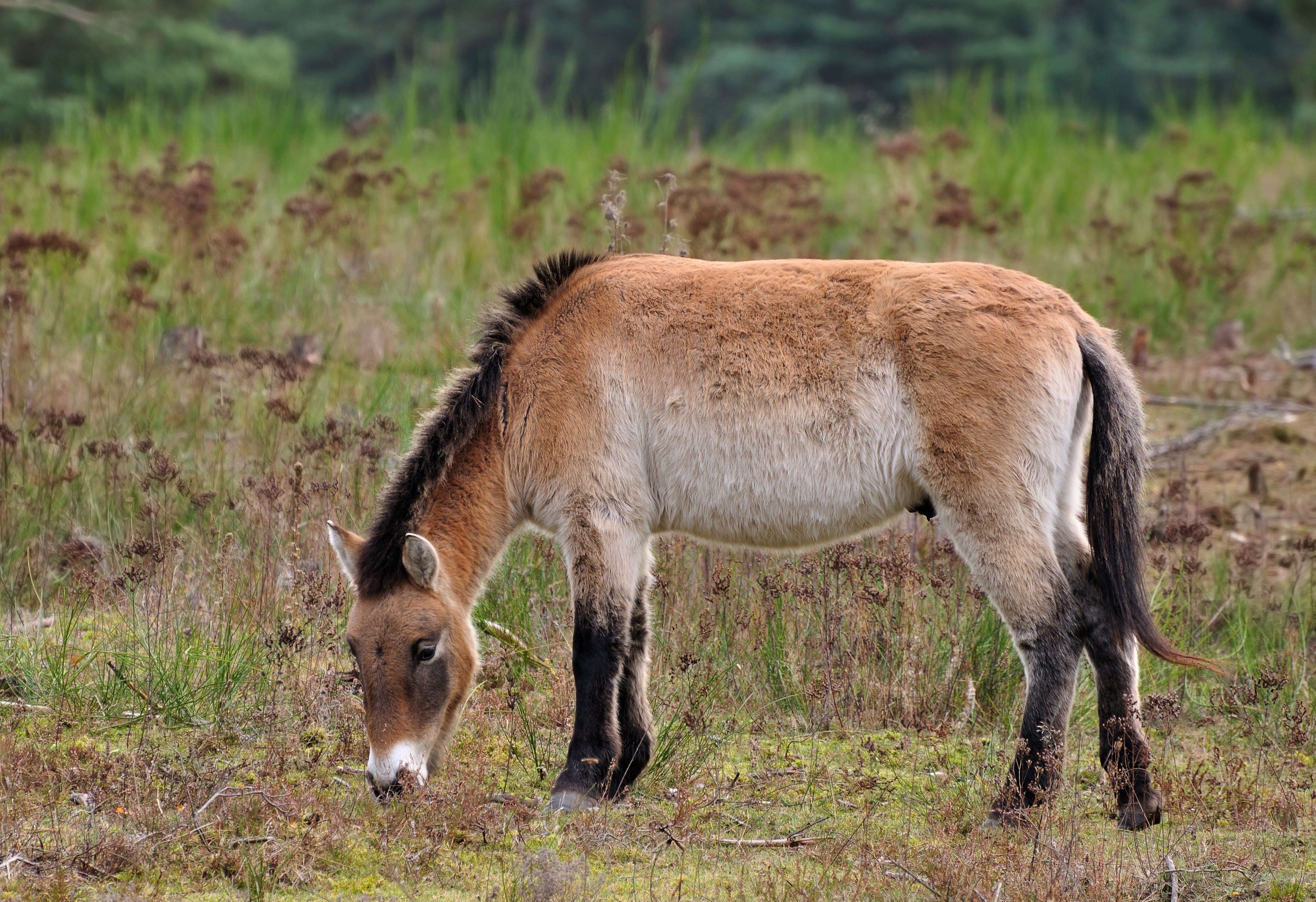
Ngựa đang ăn cỏ

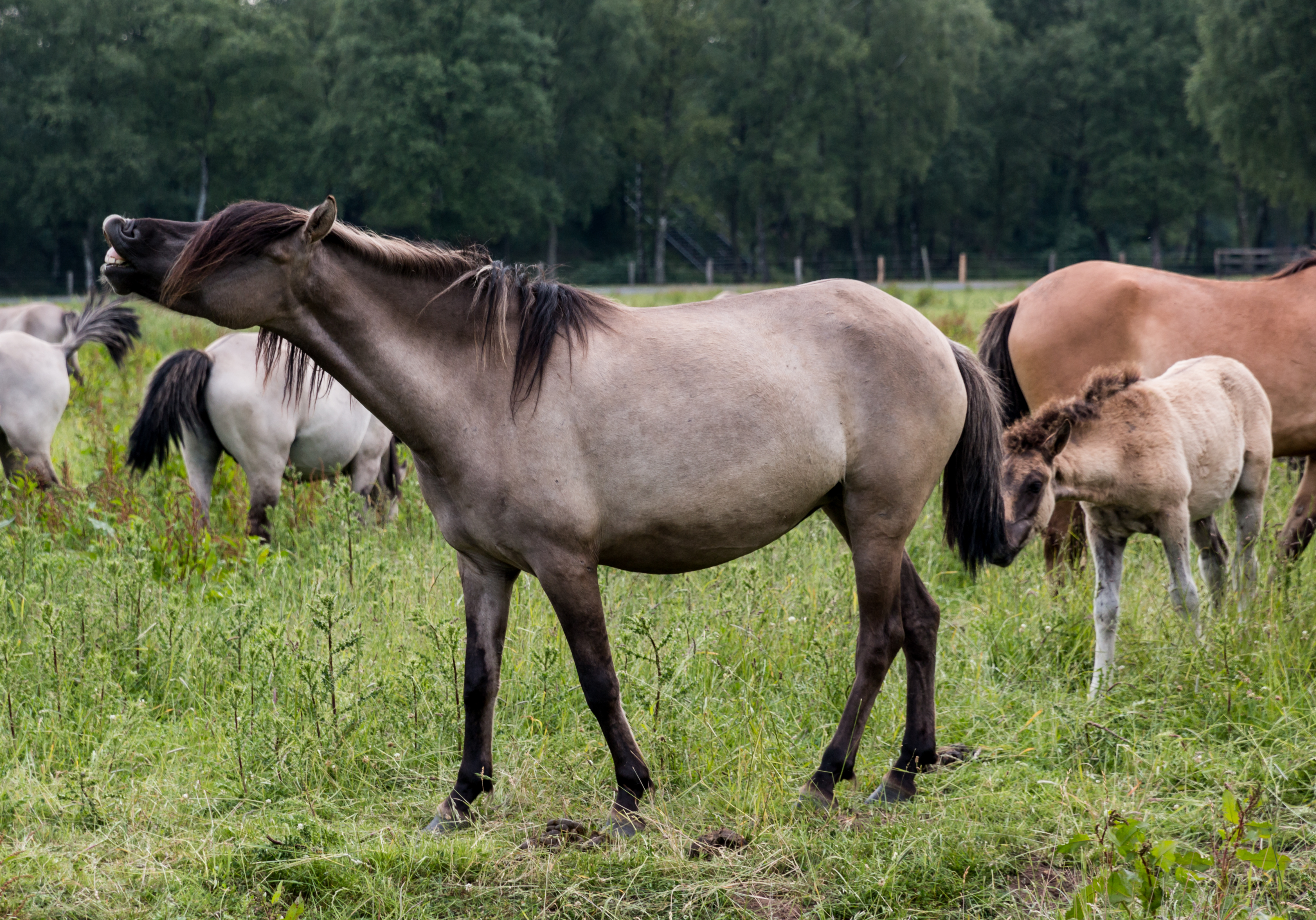
Ngựa đầu đàn

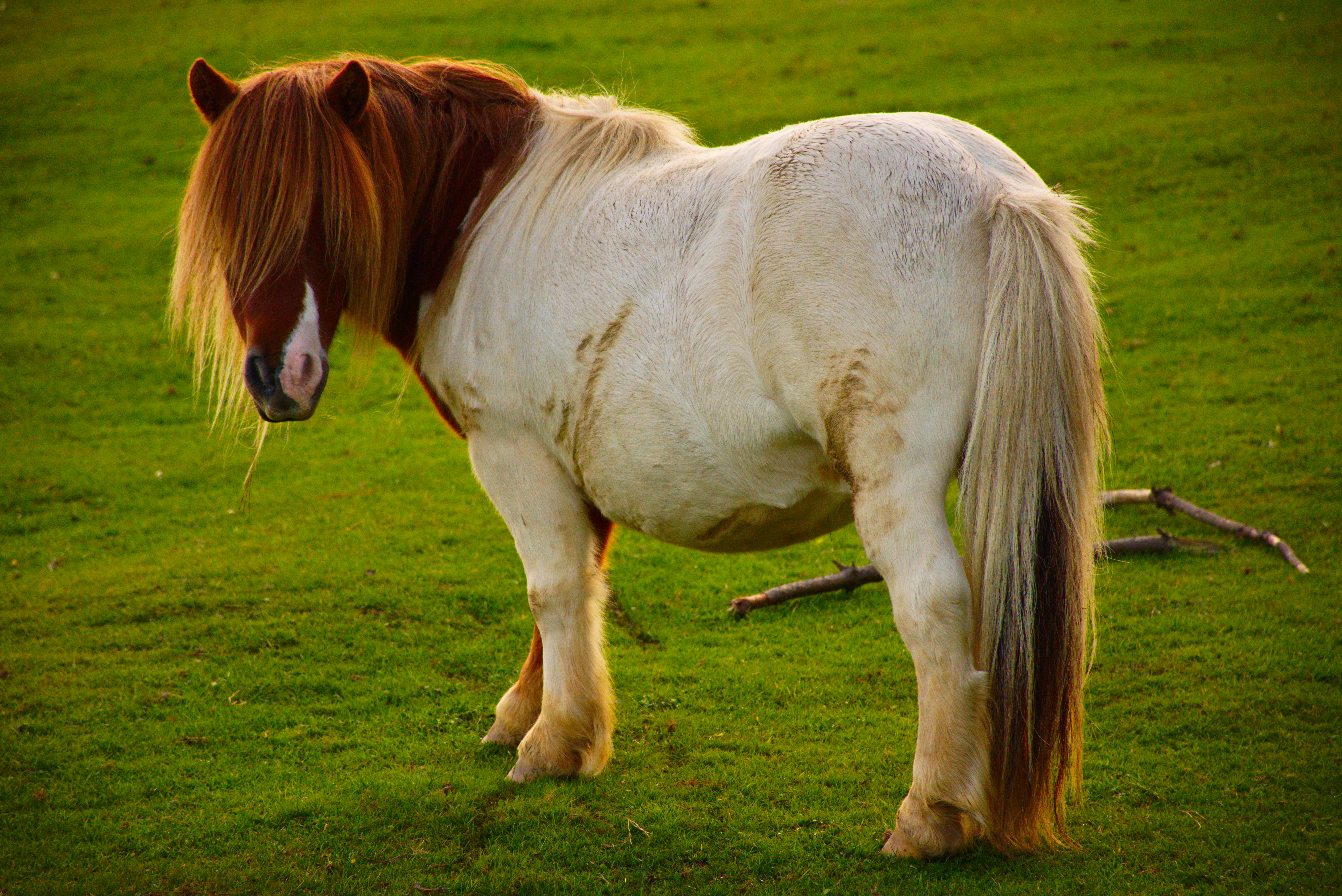
Ngựa lùn

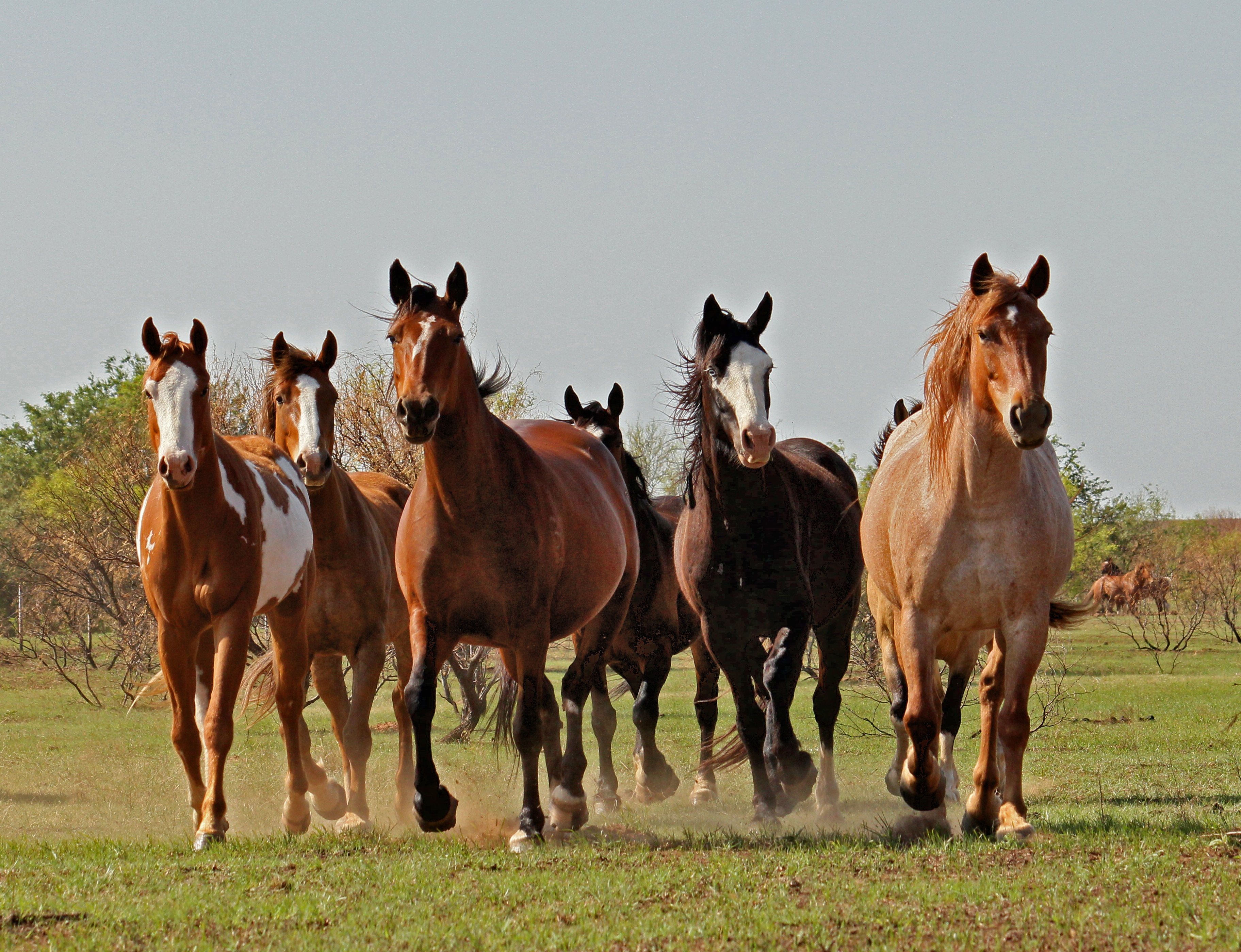
Một đàn ngựa

          - †Ngựa Tarpan, Equus ferus ferus
          - Ngựa Przewalski hay ngựa hoang Mông Cổ, Equus ferus przewalskii

        - †Ngựa Yukon, Equus lambei

      - Phân chi Asinus: Lừa
        - Lừa hoang châu Phi, Equus africanus
          - Lừa hoang Nubia, Equus africanus africanus
          - †Lừa hoang Atlas, Equus africanus atlanticus
          - Lừa hoang Somali, Equus africanus somalicus
          - Lừa, Equus africanus asinus

        - †Lừa hoang châu Âu, Equus hydruntinus
        - Lừa rừng Trung Á hay lừa rừng, Equus hemionus, Equus hemionus onager
          - Lừa hoang Mông Cổ, Equus hemionus hemionus
          - †Lừa hoang Syria, Equus hemionus hemippus
          - Khulan Gobi hay Dziggetai, Equus hemionus luteus
          - Khulan Turkmenia, Equus hemionus kulan
          - Lừa hoang Ấn Độ hay Khur, Equus hemionus khur

        - Lừa hoang Tây Tạng hay Kiang, Equus kiang
          - Lừa hoang Tây Tây Tạng, Equus kiang kiang
          - Lừa hoang Đông Tây Tạng, Equus kiang holdereri
          - Lừa hoang Nam Tây Tạng, Equus kiang polyodon
          - Lừa hoang Bắc Tây Tạng, Equus kiang chu

        - †Lừa Cummin, Equus cumminsii
        - †Lừa rừng chân cà kheo, Equus calobatus
        - †Lừa rừng lùn, Equus tau

      - Phân chi Dolichohippus: Ngựa vằn
        - Ngựa vằn Grevy, Equus grevyi

      - Phân chi Hippotigris
        - Ngựa vằn đồng bằng, Equus quagga
          - †Ngựa vằn Quagga, Equus quagga quagga
          - Ngựa vằn Burchell, Equus quagga burchellii
          - Ngựa vằn Grant, Equus quagga boehmi
          - Ngựa vằn Selous, Equus quagga borensis
          - Ngựa vằn Chapman, Equus quagga chapmani
          - Ngựa vằn Crawshay, Equus quagga crawshayi

        - Ngựa vằn núi, Equus zebra
          - Ngựa vằn núi Cape, Equus zebra zebra
          - Ngựa vằn Hartmann, Equus zebra hartmannae

      - †Phân chi Amerhippus
        - †Ngựa Scott, Equus scotti
        - †Ngựa Niobrara, Equus niobrarensis
        - †Ngựa Mexico, Equus conversidens

      - †Phân chi Parastylidequus
        - †Ngựa Mooser, Equus parastylidens

      - Phân chi incertae sedis
        - †Ngựa Hagerman hay ngựa vằn Hagerman, Equus simplicidens - có lẽ gần với phân chi Dolichohippus[5]
        - †Ngựa phương Tây, Equus occidentalis
        - †Ngựa chân phức tạp, Equus complicatus
        - †Ngựa Brother, Equus fraternus
        - †Ngựa Noble, Equus excelsus - phân chi Equus?
        - †Ngựa 'lớn', nhóm Equus giganteus
          - † Equus giganteus
          - † Equus pacificus
          - † Equus pectinatus
          - † Equus crinidens

    - Chi †Heteropliohippus
    - Chi †Hippidion (gồm cả Parahipparion)
    - Chi †Onohippidium
    - Chi †Parapliohippus
    - Chi †Pliohippus
    - Chi †Protohippus

  - Tông †Hipparionini
    - Chi †Cormohipparion
    - Chi †Eurygnathohippus (gồm cả Stylohipparion)
    - Chi †Hipparion
    - Chi †Hippotherium
    - Chi †Nannippus
    - Chi †Neohipparion
    - Chi †Proboscidipparion
    - Chi †Pseudhipparion

  - Tông incertae sedis
    - Chi †Merychippus
    - Chi †Scaphohippus
    - Chi †Acritohippus

## Tiến hóa

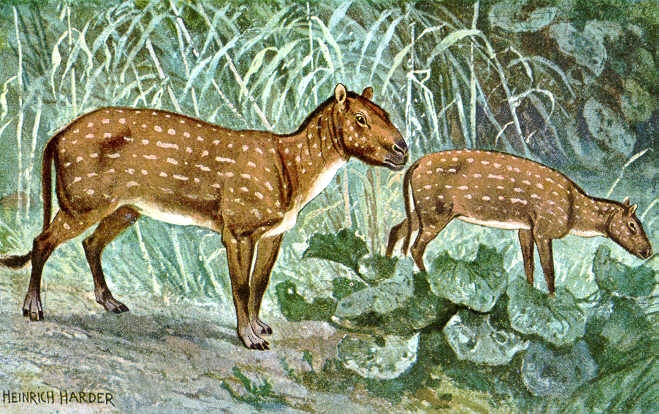
Hyracotherium, còn gọi là "Eohippus".

Các hóa thạch cổ nhất đã biết của động vật dạng ngựa có niên đại từ Tiền Eocen, khoảng 54 triệu năm trước. Loài này, trong chi Hyracotherium (trước đây gọi là Eohippus), là động vật kích thước cỡ con cáo với 3 ngón tại các chân sau và 4 ngón tại các chân trước. Nó là động vật gặm cỏ trên các loại thực vật tương đối mềm và đã thích nghi với việc chạy. Sự phức tạp trong bộ não của nó gợi ý rằng nó là động vật thông minh và luôn cảnh giác. Các loài sau này đã suy giảm số lượng ngón chân và phát triển bộ răng thích hợp hơn với việc nghiền nhỏ cỏ và các thức ăn từ thực vật cứng hơn.
Nhóm này trở nên tương đối to lớn hơn trong thế Miocen, với nhiều loài mới đã xuất hiện. Vào thời gian này, động vật dạng ngựa đã trở thành giống như ngựa thật sự hơn với sự phát triển hình dáng cơ thể điển hình của ngựa hiện đại. Nhiều loài trong số này phân bố trọng lượng chủ yếu của cơ thể chúng trên ngón trung tâm (ngón thứ ba), với những ngón khác đã suy giảm và tiếp xúc xuống mặt đất một cách rõ ràng. Chi sống sót hiện nay, Equus, đã tiến hóa vào đầu thế Pleistocen và phổ biến nhanh chóng trên toàn thế giới.

## Giao phối chéo
Các loài khác nhau của họ Equidae có thể tạp giao, mặc dù con non sinh ra nói chung là vô sinh. 
Một số con lai trong họ Equidae là:

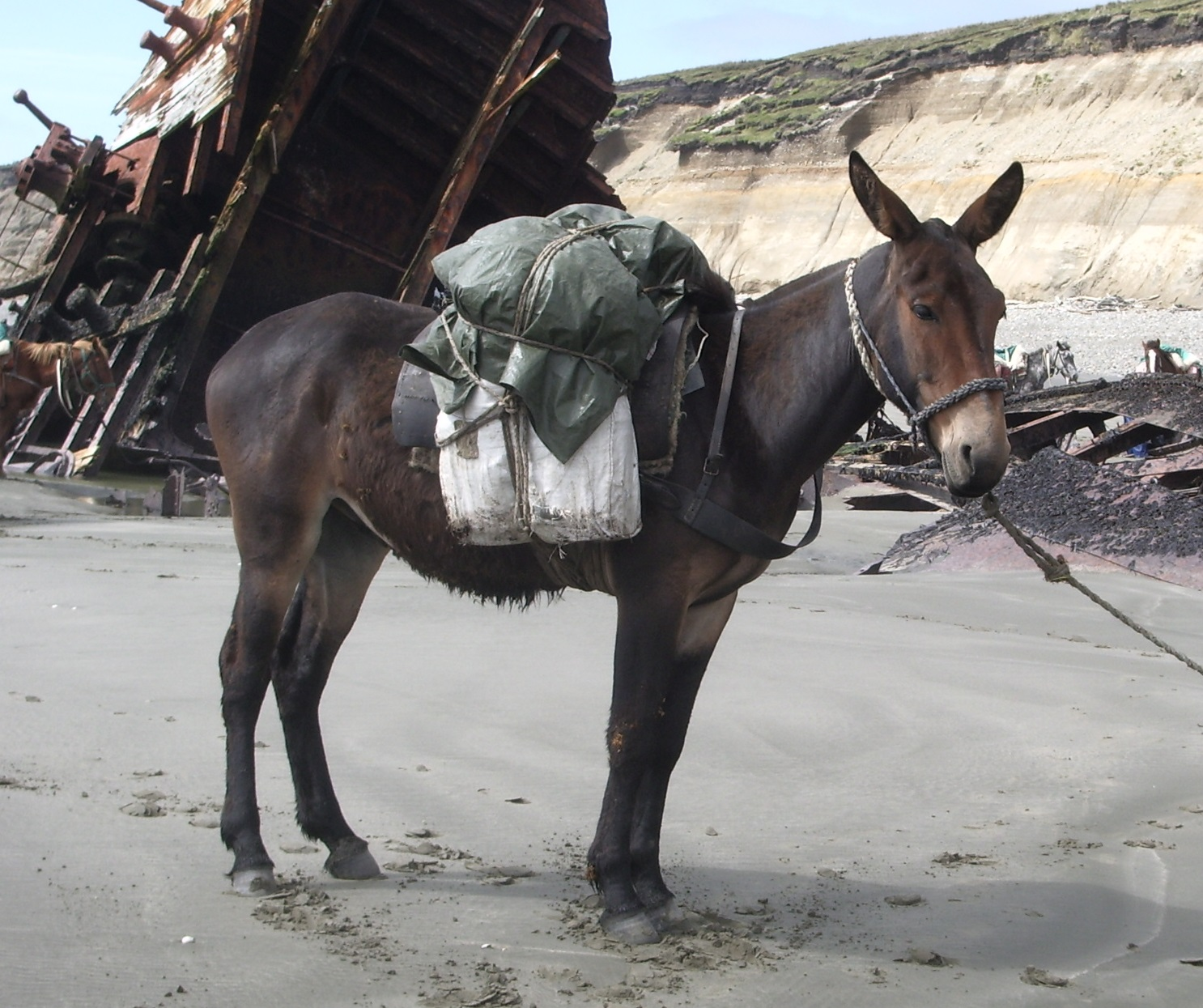
Một con la

- La, con lai giữa lừa đực và ngựa cái. La là dạng con lai phổ biến nhất trong họ Ngựa và nổi tiếng vì khả năng dẻo dai, chắc chắn, chịu đựng khó khăn tốt của chúng.
- Hinny, con lai giữa lừa cái và ngựa đực. Hiếm nhưng ít giá trị hơn la, nói chung nhỏ hơn về kích thước và không chịu đựng được khó khăn như la.
- Zeedonk hay Zonkey, con lai giữa lừa và ngựa vằn.
- Zony, con lai giữa ngựa vằn/ngựa pony.
- Zorse hay zebrula, con lai giữa ngựa vằn đực và ngựa cái; con lai hiếm hơn của cặp ngươc lại đôi khi gọi là hebra.
- Bất kỳ con lai nào trong họ ngựa với một phần tổ tiên là ngựa vằn được gọi là zebroid.